# Систем Уједињених нација
Систем Организације уједињених нација представља читаву мрежу међународних организација (за разлику од Организације уједињених нација које су само једна од многих организација у систему), споразума и конвенција створених од стране Организације уједињених нација.
Систем је заснован на пет основних организација (раније шест, Старатељски савет Организације уједињених нација је престао са радом 1994):
- Генерална скупштина Организације уједињених нација
- Савет безбедности Организације уједињених нација
- Економски и социјални савет Организације уједињених нација
- Секретаријат Организације уједињених нација
- Међународни суд правде

У допуну овим постоје и одвојене организације, често потчињене главним органима, створене за решавање специјализованих проблема.
Једна од изузетних особина ОУН система је дуплирање одговорности. На пример, фрустриране због своје неспособности да контролишу ЕКОСОЦ већински део земаља трећег света у Генералној скупштини је формирао УНКТР (Конференција Уједињених нација о трговини и развоју) како би се посветио посебним питањима којим ЕКОСОЦ није.
Такође, али само као пример, УНКНК (Канцеларија Уједињених нација за борбу против наркотика и криминала) подноси извештај Секретаријату, ЕКОСОЦ има функционалну комисију за борбу против криминала и посебну за наркотике, а Скупштина надгледа рад UNICRI (Међурегионални правни и кривични истраживачки институт Уједињених нација).

## Генерална скупштина
- Главни комитети
- Остали заседајући комитети
- Стални комитети и ad hoc тела
- Остали помоћни органи

### Програми и фондови
- Савет за људска права Организације уједињених нација
- Конференција ОУН о трговини и развоју
  - Међународни трговински центар
- Програм Организације уједињених нација за контролу наркотика
- Програм Организације уједињених нација за развој (УНДП)
  - Развојни фонд Организације уједињених нација за жене (УНИФЕМ)
  - Волонтери Организације уједињених нација (УНВ)
- Програм Организације уједињених нација за заштиту животне средине (УНЕП)
- Фонд Организације уједињених нација за друштвене активности
- Високи комесаријат ОУН за избеглице (УНХЦР)
- Програм ОУН за насеља (УН-Хабитат)
- Фонд Организације уједињених нација за децу (УНИЦЕФ)
- Светски програм за храну (СПХ)
- Агенција ОУН за помоћ палестинским избеглицама на Блиском истоку (Извештај подноси једино Генералној скупштини)

### Истраживачки и развојни институти
- Међународни истраживачки и развојни институт за права жена
- Међурегионални правни и кривични истраживачки институт ОУН
- Институт ОУН за развој и истраживање
- Истраживачки институт ОУН за друштвени развој
- Институт ОУН за истраживање разоружања (Извештај подноси једино Генералној скупштини)

### Остали ентитети
- Комитет ОУН о мировном коришћењу свемира
- Високи комесаријат ОУН за људска права (ОХЦХР)
- Канцеларија ОУН за израду пројеката
- Универзитет Организације уједињених нација
- Канцеларија ОУН за питања спољашњег свемира
- Колеџ Организације уједињених нација за обуку особља
- Здружени програм ОУН за борбу против ХИВ/СИДА-е
- Администрација ОУН за помоћ и рехабилитацију (престала да постоји 1949)

## Савет безбедности
- Комитет војног особља
- Стални комитети и ad hoc тела
- Међународни трибунал за бившу Југославију
- Међународни трибунал за Руанду
- Комисија ОУН за надзор, инспекцију и контролу (Ирак)
- Мировне мисије и операције
  - Операција ОУН у Мозамбику
  - Помоћна мисија ОУН у Руанди
  - Мисија ОУН у Сијера Леонеу
  - Трећа контролна мисија ОУН у Анголи
  - Операција ОУН за враћање поверења у Хрватској
  - Неутралне посматрачке снаге ОУН
  - Мировне снаге ОУН на Кипру
  - Привремене снаге ОУН у Либану
  - Посматрачка мисија ОУН у Ираку и Кувајту
  - Мисија ОУН у Етиопији и Еритреји
  - Мисија ОУН у Босни и Херцеговини
  - Привремена административна мисија ОУН на Косову
  - Мисија ОУН у Либерији
  - Мисија ОУН у Судану
  - Војна посматрачка мисија ОУН у Индији и Пакистану
  - Посматрачка мисија ОУН на Превлаци
  - Посматрачка мисија ОУН у Таџикистану
  - Комисија ОУН за контролу и надгледање
  - Посматрачка мисија ОУН у Грузији (UNOMIG)
  - Посматрачка мисија ОУН у Сијера Леонеу
  - Помоћна мисија ОУН на Хаитију
  - Прелазна администрација ОУН у Источном Тимору
  - Организација ОУН за надгледање примирја

## Економски и социјални савет

### Функционалне комисије
- Комисија Уједињених нација за друштвени развој
- комисија Уједињених нација за људска права
- Комисија Уједињених нација за контролу наркотика
- комисија за превенцију криминала и кривично право
- Комисија Уједињених нација о научном и технолошком развоју
- Комисија Уједињених нација за одрживи развој
- Комисија Уједињених нација о статусу жена
- Комисија Уједињених нација о популацији и развоју
- Статистичка комисија Уједињених нација  Архивирано на веб-сајту  (15. август 2015)

### Регионалне комисије
- Економска комисија Уједињених нација за Европу
- Економска комисија Уједињених нација за Африку
- Економска комисија Уједињених нација за Латинску Америку и Карибе
- Економска и социјална комисија Уједињених нација за Азију и Пацифик
- Економска и социјална комисија Уједињених нација за Западну Азију

### Специјализоване агенције
Специјализоване агенције су аутономне организације које сарађују са Уједињеним нацијама и међусобно, координисане од стране Економског и социјалног савета.
- Међународна радничка организација
- Организација за помоћ пољопривреди
- Организација Уједињених нација за образовање, науку и културу (УНЕСКО)
- Светска здравствена организација
- Светска банка
  - Међународна банка за реконструкцију и развој
  - Међународна асоцијација за развој
  - Међународна финансијска корпорација
  - Мултилатерална агенција за сигурне инвестиције
  - Међународни центар за инвестициона изравнања
- Међународни монетарни фонд
- Међународна организација цивилне авијације
- Међународна поморска организација
- Међународна телекомуникациона унија
- Универзална поштанска унија
- Светска метеоролошка организација
- Светска организација за интелектуалну својину
- Међународни фонд за развој пољопривреде
- Фонд Уједињених нација за помоћ деци
- Организација Уједињених нација за индустријски развој
- Међународна организација за избеглице (престала да постоји 1952)
- Међународни одбор за контролу наркотика

## Остали ентитети
- Форум Уједињених нација о шумама
- Стални форум Уједињених нација о домаћим питањима
- Заседајући и стални комитети, ad hoc и сродна тела

## Секретаријат
Секретаријат Организације уједињених нација предводи генерални секретар, на чијем се месту тренутно налази Бан Ки Мун из Јужне Кореје.
- Канцеларија генералног секретара Уједињених нација
- Канцеларија Уједињених нација за унутрашње послове
- Канцеларија Уједињених нација за правна питања
- Одељење Уједињених нација за политичка питања
- Одељење Уједињених нација за питања разоружања
- Одељење Уједињених нација за мировне операције
- Канцеларија Уједињених нација за сарадњу на хуманитарним питањима
- Одељење Уједињених нација за економска и социјална питања
- Одељење Уједињених нација за организовањем Генералне скупштине и конференција
- Одељење Уједињених нација за односе са јавношћу
- Одељење Уједињених нација за управљање
- Канцеларија Уједињених нација програм у Ираку
- Канцеларија Уједињених нација за безбедносну сарадњу
- Канцеларија Уједињених нација високог представника за слабо развијене земље, земље у развоју без излаза на море и острвске земље
- Канцеларија Уједињених нација за борбу против криминала и наркотика
- Канцеларија Уједињених нација у Женеви
- Канцеларија Уједињених нација у Бечу
- Канцеларија Уједињених нација у Најробију

## Сродне организације
- Међународна агенција за атомску енергију (Подноси извештај Савету безбедности и Генералној скупштини)
- Светска трговинска организација
- Светска туристичка организација
- Међународни кривични суд
- Међународне поморске власти
- Међународни суд за закон на мору
- Резервне бригаде Уједињених нација